# Bartolomeo Pinelli

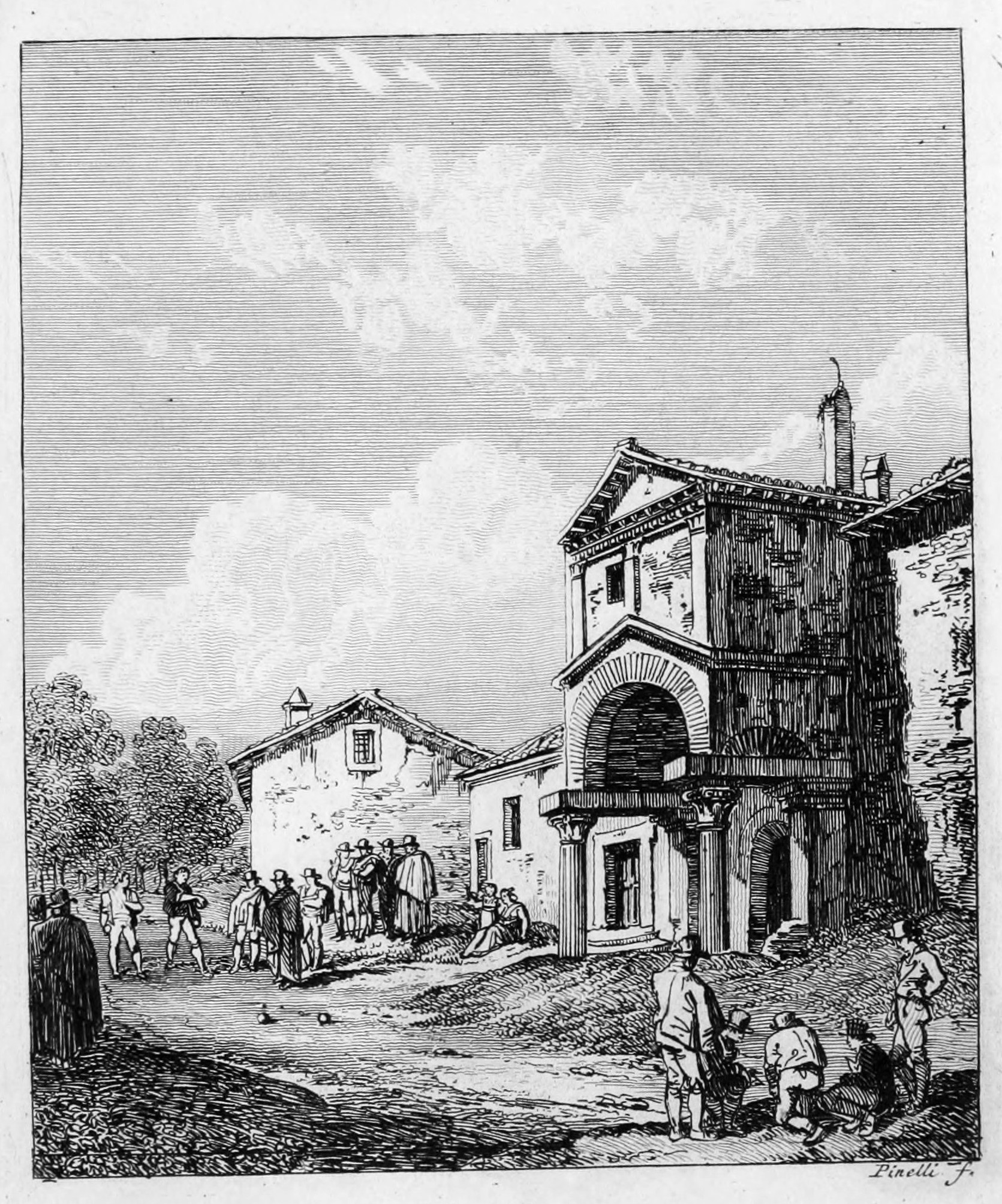
De kerk van San Cosimato in Trastevere, Rome

Bartolomeo Pinelli (Rome, 20 november 1781 – aldaar, 1 april 1835) was een Italiaans tekenaar, etser en schilder. Hij werd opgeleid in Bologna, waar hij financieel gesteund werd door een neef van paus Benedictus XIV, en vervolgens aan de Accademia di San Luca in Rome. Hij woonde in een van de armere wijken van de stad, waar hij uiteindelijk ook in armoedige omstandigheden overleed.
Pinelli was een veelzijdig en zeer productief kunstenaar. Hij maakte onder meer illustraties bij de werken van Vergilius, Dante, Cervantes, Tasso en andere schrijvers. 
Hij is met name bekend vanwege zijn vele albums gewijd aan Napels en, vooral, Rome, waarvan hij zowel de antieke als de moderne stad verbeeldde met de monumenten, de levensgewoonten en de kostuums van de eenvoudige bevolking, zoals in Raccolta di cinquanta costumi pittoreschi (1809). Hij richtte zich in zijn werk vooral op toeristen en buitenlandse liefhebbers van de stad en de (oude) cultuur. Pinelli's werk beïnvloedde onder meer Eugène Delacroix.
- Biblioteca Nacional de España: XX1064676
- Bibliothèque nationale de France: cb149529875 (data)
- Stuttgart Database of Scientific Illustrators 1450–1950: 10826
- Gemeinsame Normdatei: 118792245
- International Standard Name Identifier: 0000 0000 6631 613X
- KulturNav: e436065b-a9dc-4836-b63a-82ab03a45de6
- Library of Congress Control Number: n50010301
- National Gallery of Victoria: 5254
- Nationale Bibliotheek van Israël: 987007297023805171
- Nederlandse Thesaurus van Auteursnamen: 070934320
- RKD-Nederlands Instituut voor Kunstgeschiedenis: 63600
- Istituto Centrale per il Catalogo Unico: CFIV035248
- Système universitaire de documentation: 085839728
- Trove: 1309794
- Union List of Artist Names: 500030127
- Virtual International Authority File: 69199106
- WorldCat: E39PBJfCvghCWgQjTD4R9VPJDq